# Pantoporia albopunctata
Pantoporia albopunctata är en fjärilsart som beskrevs av James John Joicey och Alfred Noakes 1915. Pantoporia albopunctata ingår i släktet Pantoporia och familjen praktfjärilar. Inga underarter finns listade i Catalogue of Life.